# Hermann Klingenberg
Hermann Klingenberg (* 8. März 1908 in Schwonendahl; † 27. Februar 1982) war ein deutscher Politiker (SPD). Er war von 1967 bis 1971 Mitglied des Landtags von Schleswig-Holstein.

## Leben und Beruf
Nachdem er die Volksschule abgeschlossen hatte, absolvierte Klingenberg Ausbildungen in der Landwirtschaft, als Weber und als Kaufmann. 1938 machte er sich als Fabrikant einer Fußmattenweberei selbständig. Von 1940 bis 1945 musste er Kriegsdienst im Zweiten Weltkrieg leisten und geriet in sowjetische Kriegsgefangenschaft.
Er war verheiratet und Vater von vier Kindern.

## Politik
Klingenberg war seit 1924 SPD-Mitglied. Nach Kriegsende engagierte er sich wieder politisch und wurde 1946 Gemeindevertreter in Friedrichsgabe. Von 1949 bis 1960 war er ehrenamtlicher Bürgermeister der Gemeinde. Später wurde er in den Kreistag von Pinneberg gewählt und war dort Mitglied des Kreisausschusses und stellvertretender Landrat.
Er war zeitweise Mitglied des Pinneberger SPD-Parteivorstands. Daneben war er Mitglied des Landesvorstands Selbständig Schaffender und im Aufsichtsrat der Wirtschaft- und Aufbaugesellschaft des Kreises Pinneberg.
Bei der Landtagswahl in Schleswig-Holstein 1967 wurde Klingenberg als Direktkandidat der SPD im Wahlkreis 21 (Pinneberg-Ost) in den schleswig-holsteinischen Landtag gewählt. Er war Abgeordneter vom 16. Mai 1967 bis zum 15. Mai 1971 und war währenddessen unter anderem Mitglied im Wirtschaftsausschuss.
Im Jahr 1968 wurde ihm das Bundesverdienstkreuz am Bande verliehen.